# Menno Vloon

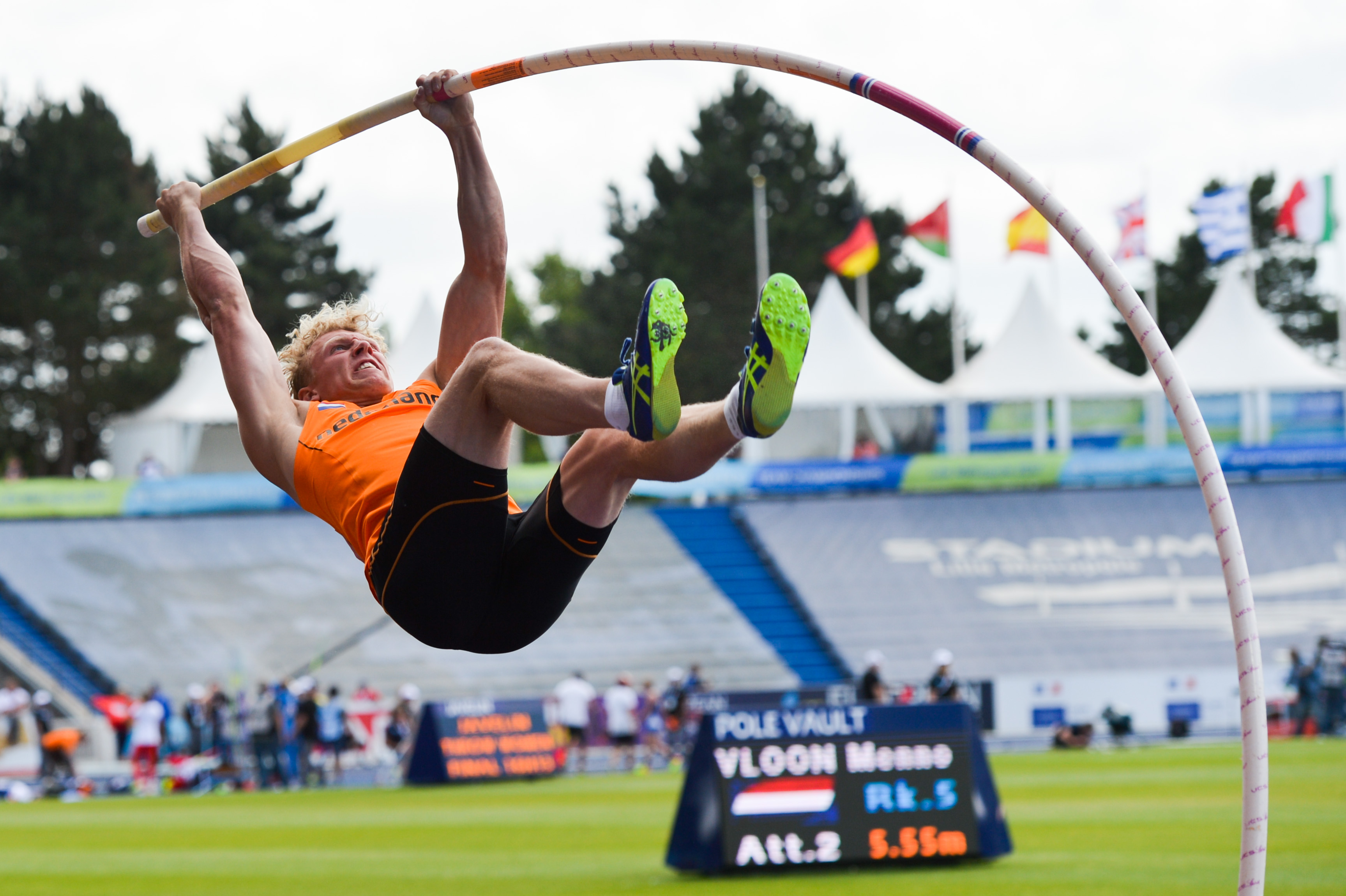
Menno Vloon in actie tijdens het EK voor Landenteams in 2017.

Menno Vloon (Zaandam, 11 mei 1994) is een Nederlandse polsstokhoogspringer. Hij is meervoudig nationaal kampioen en sinds 2025 Europees indoorkampioen in deze discipline en heeft sinds 2017 het Nederlands record in handen. Hij nam tweemaal deel aan de Olympische Spelen.

## Loopbaan

### Eerste successen als meerkamper
In zijn juniorentijd manifesteerde Vloon zich als een veelzijdig atleet, die aanvankelijk vooral successen behaalde op de meerkamp. Zo werd hij in 2011 zowel indoor op de zevenkamp als outdoor op de tienkamp Nederlands kampioen bij de B-junioren. Twee jaar later was hij bij de A-junioren op de zevenkamp opnieuw de beste van Nederland. Bij die gelegenheid vestigde hij zelfs een nationaal jeugdrecord. Dat deed hij een week later bij het polsstokhoogspringen eveneens: met 5,32 m sprong hij in een keer 7 centimeter hoger dan Laurens Looije in 1992 had gedaan. Het was toen al wel duidelijk dat Vloons atletiektoekomst bij het polsstokhoogspringen zou liggen, te meer, omdat hij in deze discipline al enkele malen in een internationaal toernooi was uitgekomen.

### Vervolg carrière als polsstokhoogspringer
Vanaf 2014, zijn eerste jaar als senior, heerste Vloon met de polsstok in eigen land op de buitenbaan en werd hij vier keer achter elkaar Nederlands kampioen. Indoor liet hij zich nog weleens verrassen, scoorde hij zijn eerste indoortitel in 2016 en vocht hij in 2017 een spannende strijd uit met de na een schorsing sterk teruggekomen Rutger Koppelaar, die hem op de PR-hoogte van 5,63 versloeg, omdat die deze hoogte al in zijn eerste poging had bereikt, waar Vloon er drie voor nodig had gehad.
Successen op internationaal niveau lieten voorlopig op zich wachten. Zijn deelname aan de EK U23 van 2015 in Tallinn leverde Vloon in de finale een achtste plaats op, terwijl hij op de Europese kampioenschappen in Amsterdam met zijn 5,35 de finale nipt miste, doordat hij bij zijn aanvangshoogte enkele foutsprongen had gemaakt, waar anderen die met diezelfde hoogte wel de finale haalden, dat beter hadden gedaan.

### Nationaal record
Op 10 juni 2017 bereikte Vloon een hoogtepunt in zijn loopbaan door bij wedstrijden in het Duitse Zweibrücken een hoogte van 5,85 te overbruggen, vier centimeter hoger dan het Nederlandse record, dat sinds 2004 op naam van Rens Blom had gestaan. Hij kwam er in een klap mee op de derde plaats te staan van de wereld-jaarranglijst, wat hem direct tot een kandidaat voor een voorname klassering op de wereldkampioenschappen in Londen maakte. Dat WK kende voor Vloon echter een voortijdig einde, toen hij zich bij de eerste de beste sprong in de kwalificatie bij het neerkomen blesseerde aan een staander en de wedstrijd noodgedwongen moest beëindigen.

### Rotseizoen
Zo onfortuinlijk als het seizoen 2017 voor hem eindigde, zo ongelukkig begon voor Vloon 2018. Tijdens de NK indoor in februari landde hij na een sprong op het randje van de mat en kwam daarbij nogal hard met zijn voet op de grond terecht. Dat leverde hem een zwaar gekneusde voet op, die hem niet alleen dwong om de wedstrijd voortijdig te staken, maar die hem ook nog maandenlang hinderde. Hij moest hierdoor afzien van deelname aan de NK outdoor in Utrecht in juni. En toen zijn voet ten slotte was genezen, moest hij zich kort voor de start van de Europese kampioenschappen in Berlijn ook voor dit toernooi afmelden, omdat hij enkele weken daarvoor bij een wedstrijd een rugblessure had opgelopen. "2018 was een rotseizoen", zo omschreef Vloon het jaar na afloop.

### Opnieuw pech op WK
Het jaar 2019 ging Vloon een stuk voortvarender van start dan het jaar ervoor. Bij de NK indoor veroverde hij zijn tweede nationale titel, zijn zesde in totaal. Later dat jaar, bij het begin van het baanseizoen, kwam hij bij de FBK Games in Hengelo met 5,51 tot een tweede plaats, op ruime afstand overigens van regerend wereldkampioen Sam Kendricks, die met zijn winnende sprong van 5,91 het toernooirecord van 5,90 van Serhij Boebka uit 1992 verbeterde. Drie weken later wist Vloon zich bij een wedstrijd in Duitsland met een sprong over 5,71 te verzekeren van deelname aan de WK in Doha. Bij de NK in Den Haag moest hij echter weer eens zijn meerdere erkennen in Rutger Koppelaar, die tot een hoogte kwam van 5,65, terwijl Vloon op 5,50 bleef steken. In Doha sloeg vervolgens, net als twee jaar eerder op de WK in Londen, opnieuw het noodlot toe. Tijdens de warming up, voorafgaande aan de kwalificatieronde, verzwikte hij in de eerste sprong zijn enkel en moest hij zich terugtrekken. "De mat was wel vrij hard, maar mijn enkel verzwikken is me nog nooit overkomen. Het lijkt of ik niet mag presteren op een WK", aldus een teleurgestelde Vloon.

### Coronacrisis
Tijdens de coronacrisis in Nederland in 2020 legde Vloon een complete opstelling voor polsstokhoogspringen aan in de tuin van zijn trainer Christian Tamminga. Daar wist hij een hoogte van 5,61 meter te bereiken.

### Professioneel atleet
Lang combineerde Menno Vloon zijn atletiekactiviteiten met het beroep van timmerman. In 2016 besloot hij echter om zich uitsluitend te concentreren op zijn atletiekloopbaan. Sindsdien heeft hij op prestatief gebied een aanzienlijke vooruitgang geboekt. Hij is lid van AV Lycurgus in Assendelft.

## Kampioenschappen

### Internationale kampioenschappen
| Onderdeel            | Titel                   | Jaar |
| -------------------- | ----------------------- | ---- |
| polsstokhoogspringen | Europees indoorkampioen | 2025 |

### Nederlandse kampioenschappen
Outdoor
| Onderdeel            | Jaar                                     |
| -------------------- | ---------------------------------------- |
| polsstokhoogspringen | 2014, 2015, 2016, 2017, 2020, 2024, 2025 |

Indoor
| Onderdeel            | Jaar                                     |
| -------------------- | ---------------------------------------- |
| polsstokhoogspringen | 2016, 2019, 2021, 2022, 2023, 2024, 2025 |

## Persoonlijke records
Outdoor
| Onderdeel            | Prestatie   | Datum             | Plaats    |
| -------------------- | ----------- | ----------------- | --------- |
| 100 m                | 11,09 s     | 17 mei 2012       | Emmeloord |
| 400 m                | 52,31 s     | 17 mei 2012       | Emmeloord |
| 110 m horden         | 14,19 s     | 17 september 2017 | Amsterdam |
| verspringen          | 6,65 m      | 17 mei 2012       | Emmeloord |
| hoogspringen         | 1,80 m      | 17 mei 2012       | Emmeloord |
| polsstokhoogspringen | 5,92 m (NR) | 1 september 2024  | Berlijn   |
| kogelstoten          | 12,96 m     | 22 augustus 2014  | Amsterdam |
| discuswerpen         | 37,27 m     | 17 mei 2012       | Emmeloord |
| speerwerpen          | 42,98 m     | 17 mei 2012       | Emmeloord |

Indoor
| Onderdeel            | Prestatie   | Datum               | Plaats           |
| -------------------- | ----------- | ------------------- | ---------------- |
| 60 m                 | 6,99 s      | 5 januari 2025      | Assendelft       |
| 1000 m               | 2.58,09     | 27 januari 2013     | Valencia         |
| 60 m horden          | 8,04 s      | 6 februari 2016     | Amsterdam        |
| polsstokhoogspringen | 5,96 m (NR) | 27 februari 2021    | Clermont-Ferrand |
| zevenkamp            | 5661 p      | 14/15 februari 2015 | Apeldoorn        |

## Palmares

### polsstokhoogspringen
- 2011: 9e EJOF in Trabzon – 4,65 m
- 2012: 5e NK indoor – 5,07 m
- 2012: 4e FBK Games – 5,15 m
- 2012: 6e NK – 4,80 m
- 2012: 9e in kwal. WK U20 – 4,95 m
- 2013: 5e NK indoor – 5,32 m
- 2013:  Ter Specke Bokaal in Lisse – 5,00 m
- 2014: 4e NK indoor – 5,22 m
- 2014:  Arena Games te Hilversum – 5,20 m
- 2014:  NK – 5,40 m
- 2015:  NK indoor – 5,20 m
- 2015:  Ter Specke Bokaal – 5,50 m
- 2015:  Gouden Spike – 5,35 m
- 2015: 5e EK landenteams First League in Iraklion – 5,30 m
- 2015: 8e EK U23 in Tallinn – 5,30 m
- 2015:  NK – 5,20 m
- 2016:  NK indoor – 5,30 m
- 2016:  Gouden Spike – 5,35 m
- 2016:  NK – 5,40 m
- 2016: 11e in kwal. EK – 5,35 m
- 2017:  NK indoor – 5,63 m
- 2017:  Gouden Spike – 5,50 m
- 2017:  NK – 5,70 m
- 2017: NM in kwal. WK
- 2018:  NK indoor – 5,33 m
- 2019:  NK indoor – 5,25 m
- 2019:  FBK Games – 5,51 m
- 2019:  NK – 5,50 m
- 2019: DNS WK
- 2020:  NK indoor – 5,60 m
- 2020:  NK – 5,75 m
- 2020:  Gouden Spike – 5,76 m
- 2021:  NK indoor – 5,72 m
- 2021:  NK – 5,40 m
- 2021: 13e OS - 5,55 m (in kwal. 5,75 m)
- 2022:  NK indoor – 5,91 m
- 2023:  NK indoor – 5,82 m
- 2023:  EK landenteams First League in Chorzów - 5,85 m
- 2023:  NK – 5,32 m
- 2024:  NK indoor – 5,83 m
- 2024:  Gouden Spike - 5,77 m
- 2024: 8e EK - 5,75 m
- 2024:  NK – 5,84 m (MR)
- 2024: 11e OS - 5,70 m (in kwal. 5,75 m)
- 2025:  NK indoor – 5,83 m
- 2025:  EK indoor – 5,90 m
- 2025: 4e WK indoor – 5,80 m
- 2025:  EK landenteams First League in Madrid - 5,80 m
- 2025:  NK – 5,80 m

Diamond League-resultaten
- 2017: 10e Herculis - 5,60 m
- 2018: 10e Diamond League Shanghai - 5,46 m
- 2021: 8e Bislett Games - 5,65 m
- 2022: 9e Doha Meeting - 5,41 m
- 2023: 8e Kamila Skolimowska Memorial - 5,41 m
- 2024: 6e Bislett Games - 5,72 m
- 2025:  Diamond League Xiamen - 5,82 m
- 2025:  Yangtze River Delta Athletics Diamond Gala - 5,82 m
- 2025: 5e Bislett Games - 5,62 m
- 2025:  Stockholm Bauhaus Athletics - 5,80 m
- 2025: 6e Herculis - 5,72 m
- 2025: 3e Kamila Skolimowska Memorial - 5,90 m
- 2025: 5e Athletissima - 5,82 m

### zevenkamp
- 2013: 14e meerkampinterl. in Valencia – 5205 p
- 2014:  NK indoor – 5611 p
- 2015:  NK indoor – 5661 p

## Onderscheidingen
- AU-atleet van het jaar - 2017